# WASP-47
Désignations
WASP-47, autrement désignée K2-23 ou 2MASS J22044873-1201079, est un système multiplanétaire constitué d'au moins une étoile et quatre planètes. L'étoile du système est semblable en taille et en luminosité au Soleil, elle est située à environ ∼ 870 a.l. (∼ 267 pc) dans la direction de la constellation du Verseau. Le système se situe dans le troisième champ d'observation de la mission Kepler K2. En 2012 l'équipe du projet de recherche d'exoplanètes WASP détecte qu'une exoplanète de type Jupiter chaud gravite autour de l'étoile en bouclant sa révolution en 4 jours. Bien qu'on ait supposé au départ qu'il s'agissait d'un Jupiter chaud typique, trois autres planètes ont été découvertes en 2015 : une géante gazeuse extérieure située au sein de la zone habitable, un Neptune chaud et une méga-Terre. En 2018, WASP-47 est l'unique système planétaire à présenter deux planètes proches d'un Jupiter chaud et une autre planète beaucoup plus éloignée.

## Nomenclature et historique
Avant la découverte de ses planètes, l'étoile WASP-47 était connue sous la désignation 2MASS J22044873-1201079. Elle a également été observée par le télescope spatial américain Wide-Field Infrared Survey Explorer et a reçu à cette occasion la désignation WISE J220448.74-120108.4. Lorsqu'elle a été observée par la mission K2 de la NASA, elle a reçu la désignation du catalogue EPIC (Ecliptic Plane Input Catalog) EPIC 206103150, et a ensuite été nommée K2-23 après la découverte des planètes d et e.
En 2012, une équipe du projet SuperWASP, dirigée par René Hellier, a annoncé la découverte d'une exoplanète de type Jupiter chaud — désignée WASP-47 b — et bouclant son orbite en 4,17 jours. Trois ans plus tard en 2015, Marion Neveu-Van Malle et al. détectent une seconde planète, WASP-47 c, orbitant dans la zone habitable du système en utilisant le spectrographe HARPS à l'observatoire de La Silla au Chili. Plus tard dans le cours de cette année 2015, en exploitant les données de la mission K2 de la NASA, Dai et al. détectent deux autres planètes en transit, le Neptune chaud WASP-47 d et la méga-Terre WASP-47 e, orbitant près de WASP-47 b. Les observations menées par Crossfield et al. et Almenara et al. en 2016 ont aidé à contraindre les valeurs de rayon et de masse des trois planètes intérieures.

## Caractéristiques stellaires
WASP-47 est une étoile de la séquence principale de type G, de type spectral G9V, ce qui la rend très similaire au Soleil. Elle fait 1.11 M☉ et 1.16 R☉, avec une température de 5576 K et un âge d'environ 6,5 milliards d'années. En comparaison, le Soleil a une température légèrement plus élevée de 5778 K mais est significativement plus jeune, à 4,5 milliards d'années.
L'étoile est très riche en métaux, elle présente une métallicité ([Fe/H]) d'environ +0,36, soit environ deux fois la quantité de fer — et d'autres éléments plus lourds que l'hydrogène et l'hélium — que notre soleil. Cette composition pourrait expliquer comment deux géantes gazeuses massives, ainsi qu'une méga-Terre, ont pu se former autour de la même étoile. On estime la luminosité de WASP-47 à 1,16 L☉.
La magnitude apparente de l'étoile, ou sa luminosité quand on l'observe depuis la Terre, est située aux alentours de 12. Par conséquent, elle est beaucoup trop faible pour être vue à l'œil nu.

## Système planétaire
| Planète | Masse             | Demi-grand axe (ua) | Période orbitale (jours) | Excentricité               | Inclinaison   | Rayon          |
| ------- | ----------------- | ------------------- | ------------------------ | -------------------------- | ------------- | -------------- |
| e       | 9,10 +5,5 −3,6 M🜨 | 0,017 3 ± 0,003 8   | 0,789 636 ± 0,000 017    | 0,03 +0,036 −0,02          | 86,2 ± 0,21°  | 1,82 ± 0,4 R🜨  |
| b       | 383 +190 −120 M🜨  | 0,052 ± 0,011       | 4,160 71 ± 0,000 38      | 0,002 8 +0,004 2 −0,002 0  | 89,02 ± 0,17° | 12,9 ± 2,8 R🜨  |
| d       | 16,8 +12 −7 M🜨    | 0,088 0 ± 0,019 0   | 9,095 ± 0,014            | 0,006 00 +0,009 8 −0,004 1 | 89,22 ± 0,13° | 3,71 ± 0,82 R🜨 |
| c       | 500 +320 −190 M🜨  | 1,41 ± 0,3          | 580,7 ± 9,6              | 0,36 ± 0,12                | 87,0 ± 45,0°  | inconnu R🜨     |

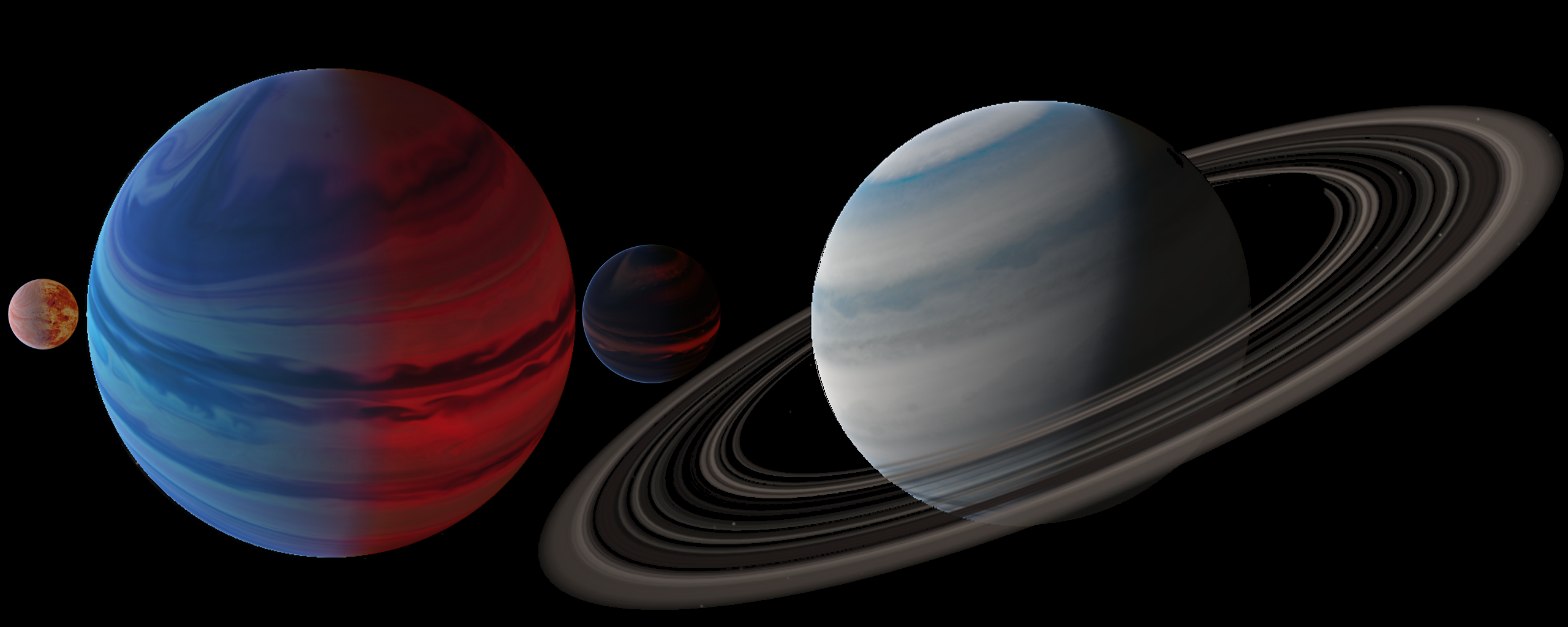
Vue d'artiste du système stellaire de WASP 47.

WASP-47 possède un système de quatre planètes à la fois diversifié et complexe. Trois d'entre elles — e, b et d — transitent devant l'étoile hôte, alors que WASP-47 c a été détectée grâce à la méthode des vitesses radiales. Les trois premières planètes sont de taille très variable, entre 1,8 et 13 fois le rayon de la Terre. Elles sont aussi beaucoup plus massives que la Terre, la moins massive d'entre elles, WASP-47e faisaont 9.1 M⊕. Les deux géantes gazeuses sont significativement plus massives que Jupiter, à respectivement 383 et 500 M⊕. À titre de comparaison, Jupiter fait environ 318 M⊕. Cependant, en raison des effets dus à l'atmosphère turbulente de la Terre, les valeurs de masse des quatre planètes ont des incertitudes relativement élevées, WASP-47 c présentant la plus grande incertitude. Malgré cela, les compositions possibles des planètes restent limitées. WASP-47 e ne possède presque pas de matériaux volatils (eau, hydrogène/hélium), d possède une fine enveloppe gazeuse, et b et c sont toutes deux des géantes gazeuses comme Jupiter et Saturne.
La présence de deux planètes plutôt petites ainsi que la configuration orbitale des trois premières planètes ne sont pas des caractéristiques attendues des systèmes de type Jupiter chaud. En effet une géante gazeuse migrant de l'étoile vers l'extérieur du système est supposé chasser les petites planètes internes. Pour que le système parvienne à sa situation actuelle, les deux géantes gazeuses pourraient s'être formées avant les deux planètes de masse inférieure e et d. Ce modèle théorique de formation planétaire en deux étapes est également proposé pour expliquer la formation de notre système solaire. Il a été avancé que WASP-47 b se serait en fait déplacée vers l'intérieur du système et aurait rapproché le matériau planétaire de la planète vers l'étoile. Une fois que la plus grande partie du gaz se serait dissipé, les deux planètes pauvres en gaz se seraient formées à proximité du Jupiter chaud massif.
Les planètes e, b et d ont des orbites très similaires, avec des périodes orbitales de 0,8, 4,2 et 9,1 jours, respectivement. Toutes sont très chaudes (=1000 K) et possèdent des excentricités orbitales très faibles, même plus faibles que celles de la Terre. À l'opposé des planètes internes, c a une orbite excentrique (e = 0,36) au sein de la zone habitable de son étoile hôte et qui dure plus de 580 jours. L'excentricité élevée ne peut pas être expliquée par une migration vers l'intérieur de WASP-47 b, et le système ne présente pas d'étoile secondaire pour en être à l'origine. La seule explication qui reste est qu'une autre planète massive a modifié l'orbite de WASP-47 c, et cette étoile qui réside à un endroit plus éloigné du système ou a été éjectée il y a des milliards d'années.